# Zăsloane
Zăsloane falu Romániában, a Bánságban, Krassó-Szörény megyében.

## Fekvése
Szikesfalu közelében fekvő település.

## Története
Zăsloane korábban Szikesfalu része volt. 1956-ban vált külön településsé 117 lakossal.
1966-ban 85, 1977-ben 89 román lakosa volt.
Az 1992-es népszámláláskor 58 lakosából 57 román volt.